# Masada (banda)
Masada es un proyecto musical dirigido por el músico estadounidense John Zorn, el cual tiene músicos distintos dependiendo el concepto bajo el que se interpretan cerca de 500 composiciones hechas por el músico, englobadas bajo la corriente contemporánea de Música judía radical. El concepto del grupo, iniciado en 1993, es que cada canción está escrita de acuerdo con una serie de normas, incluido el número máximo de pentagramas, modos o escalas que se utilizan, y el hecho de que las canciones deben ser reproducidos por un pequeño grupo de instrumentos, ya sean alientos (Masada) guitarras acústicas (Masada Guitar Trio), eléctricas (Electric Masada) o un trío de cuerdas (Masada String Trio).
Además, desde el nombre mismo del proyecto, que remite a la histórica fortaleza asediada por los romanos, el uso de escalas e instrumentación de tradición judía, los títulos de las canciones y los artes de las portadas de los discos, Zorn reivindica sus orígenes semitas.